# Platja de la Concha
|  | Per a altres significats, vegeu «platja de la Conxa (Orpesa)». |

La Concha (Kontxa Hondartza, en èuscar, platja de la Petxina en català) és una platja de la ciutat de Sant Sebastià (País Basc), situada a la Badia de la Concha. El seu nom "Concha" ve donat per la seva forma notablement regular. L'entorn escènic de la badia de la Concha i l'elegància del segle XIX dels centres turístics de moda han fet que el lloc sigui molt popular, ja que sovint se'l cita com una de les platges urbanes més belles i famoses d'Europa.
Situada a l'oest de la desembocadura del riu Urumea, separada del mateix pel mont Urgull i allotjada en la badia de La Concha, té una longitud mitjana de 1.350 m, una amplària mitjana de 40 m i una superfície mitjana de 54.000 m².
És una platja de substrat de sorra, de poca profunditat en la qual el recorregut de les marees sovint limita la superfície útil per als usuaris d'aquesta. Pot considerar-se una platja d'entorn urbà i ús massiu. Els accessos per als vianants a ella són bons, així com els transports públics i aparcaments subterranis.

## Galeria d'imatges

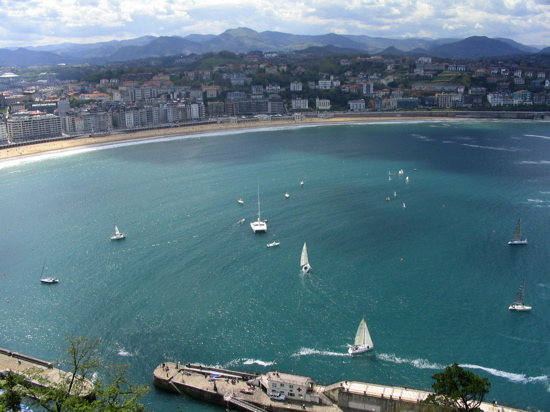
Platja de La Concha
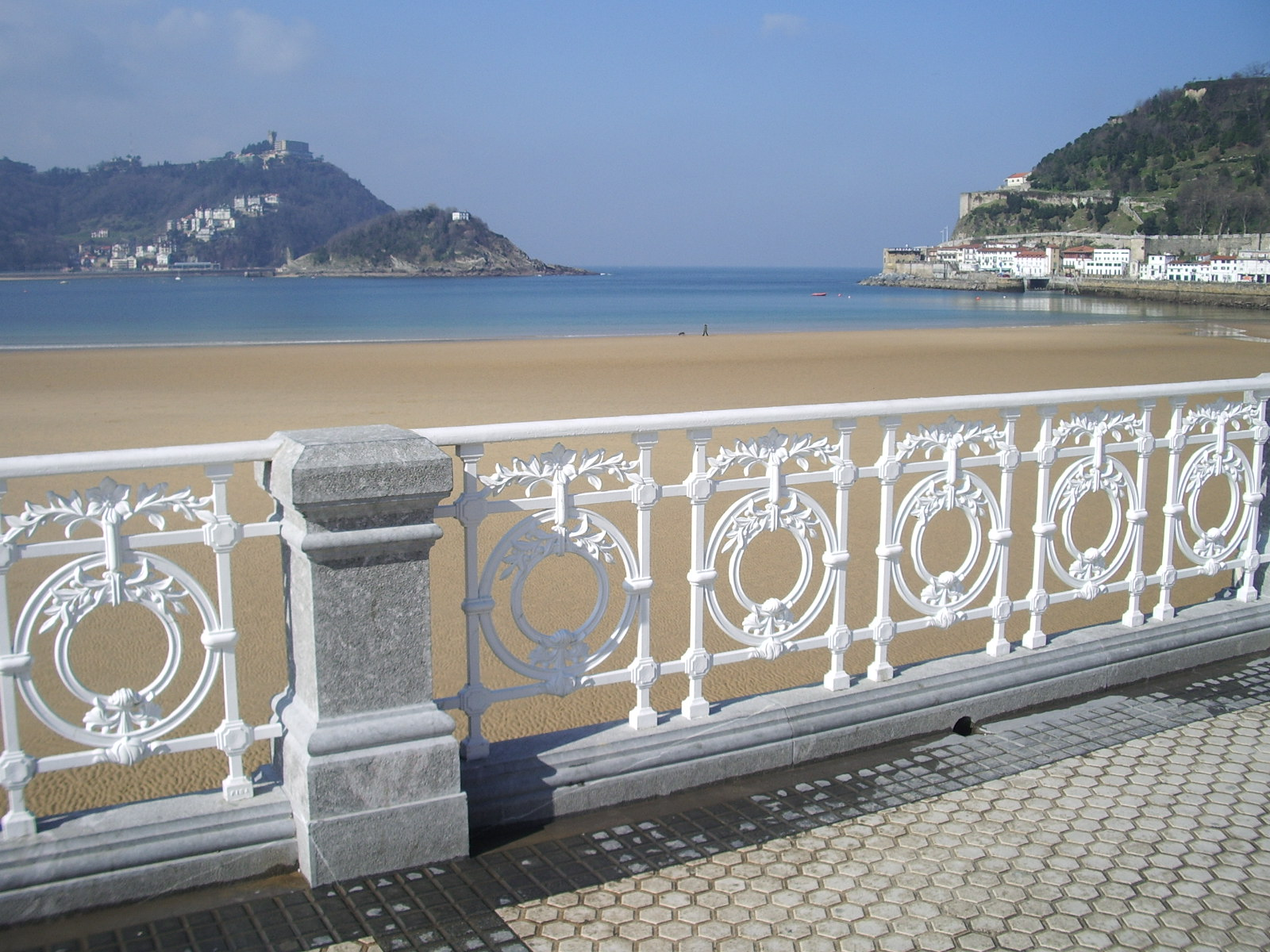
Platja de La Concha des del passeig marítim